# Mariusz Hermanowicz
 (mars 2009).
Si vous disposez d'ouvrages ou d'articles de référence ou si vous connaissez des sites web de qualité traitant du thème abordé ici, merci de compléter l'article en donnant les références utiles à sa vérifiabilité et en les liant à la section « Notes et références ».
Mariusz Hermanowicz (17 décembre 1950 à Olsztyn - 3 octobre 2008 à Olivet (Loiret)) est un photographe franco-polonais.

## Biographie
En 1974, il obtient le diplôme de l’École nationale de cinéma, télévision et théâtre de Łódź - section Images - en Pologne. Il s’occupe alors de photographie, publie des dessins humoristiques et crée des courts-métrages d’animation.
En 1977, il décide de se consacrer pour de bon à la photographie à la suite du grand prix obtenu dans le concours photographique polonais le plus important de l’époque : « Le Jantar d'or ».
En 1978, il devient membre de l’Union des artistes photographes polonais. Tout en continuant son œuvre artistique, il travaille à des photos de commande.
En 1982, il décide de s’installer avec sa famille en France. À partir de 1983, il travaille comme photographe au ministère de la Culture au service de l’Inventaire général en région Alsace, Poitou-Charentes et Centre à partir de 1990. Ainsi, le fonds de ses photographies est augmenté des milliers de photos qu’il a réalisé à l’Inventaire, et qu’il considérait comme partie intégrante de son œuvre. En parallèle, il continue son activité artistique personnelle. Généalogiste passionné, il a réalisé de nombreux travaux photographiques autour de ses ancêtres dont une partie était originaire d'Alsace.
Il faut préciser que Mariusz Hermanowicz utilisait tous les formats photographiques et travaillait aussi en numérique. S'intéressant au travail des autres artistes, il évoquait ses visites d’expositions parisiennes pour le site internet polonais de photographies Fototapeta. Il a aussi publié un essai intéressant et personnel sur le photographe français Pierre Gonord.

## Aperçu de sa carrière artistique
Sa carrière photographique peut être découpée en quatre périodes :
Jusqu’en 1975
Période qu’il appelait « période amateur », durant laquelle il apprenait avant tout son métier. Cette période se caractérise par des photographies documentaires, des reportages, dans lesquels il alterne les observations de la réalité et les recherches graphiques sur cette réalité. Outre les photos prises en Pologne, il a voyagé au cours de cette période en France, en Tunisie et en Bulgarie.
1975 - début des années 1990
Durant ces années, Mariusz Hermanowicz crée son propre style, entre photographie conceptuelle et documentaire. Sa marque de fabrique, celle qui le fait connaître, consiste à associer à ses images des commentaires rédigés à la main, directement sur le tirage. Commentaires ironiques, pleins d’humour, mais qui incitent aussi à la réflexion. Une autre caractéristique est de réaliser des photos en série, qu’il organise suivant une sorte de « trame narrative » inspirée du montage cinéma.
Début des années 1990 - vers 2002
Période durant laquelle il enrichit ses travaux de recherches généalogiques portant sur sa famille, grâce à de nombreux voyages en Lituanie, en Biélorussie et au Chili. Photos glanées lors de ces voyages, textes où il raconte ses émotions, ses recherches, l’histoire de ces photos retrouvées. Il commence à travailler au Grand livre des ancêtres, projet titanesque – et inachevé – de rassembler toutes ses découvertes en un seul ouvrage.
De 2003 à 2008
Cette période marque un revirement. Il s’attaque désormais à la photographie en studio : des portraits, des nus, des natures mortes. Période qu’il baptise la Nouvelle Étape.

## Collections
On trouve ses travaux dans les fonds d'Institutions comme le Centre Pompidou (série "Le Vieil Appareil"), le Musée de l'Art (pl) de Łódź (76 photos) et le Musée national de Wrocław, le Fonds régional d'art contemporain de Poitou-Charentes, ainsi qu'au Centre d'art contemporain (pl) de Varsovie.

## Expositions
De son vivant, il a connu 40 expositions individuelles, pour la majeure partie en Pologne, mais aussi en France, aux Pays-Bas, aux États-Unis, en Suisse, en Lituanie, en Biélorussie et en Ukraine. En outre, il a participé à 44 expositions collectives, dont plusieurs rétrospectives de la photographie polonaise au XXe siècle, deux expositions de photographie de l’Inventaire général (BNF Paris 2004 et Orléans 2008) ainsi que quelques autres en Suisse, en Écosse, en France, en Pologne, en Grande-Bretagne et aux États-Unis. Il était particulièrement attaché à la galerie Mala de Varsovie, où il eut six expositions.